# Avicii: True Stories
Avicii: True Stories (Em português: Avicii: A Verdadeira História) é um documentário de 2017, dirigido por Levan Tsikurishvili, que narra a vida e carreira do DJ e produtor sueco Avicii. O filme conta com participações especiais de David Guetta, Wyclef Jean, Nile Rodgers, Tiësto e Chris Martin. Avicii: True Stories estreou em 26 de outubro de 2017, em cinemas selecionados ao redor do mundo, e foi lançado na Netflix nos Estados Unidos, Reino Unido e Austrália em 28 de dezembro de 2018.

## Sinopse
Avicii: True Stories é a história de Tim Bergling contada por ele mesmo, utilizando seu extenso arquivo pessoal e familiar, além de imagens dos bastidores. O diretor, Levan Tsikurishvili, acompanhou Bergling por mais de quatro anos, capturando momentos de suas experiências e pensamentos. Tsikurishvili documentou todas as fases de sua carreira, incluindo sua decisão de parar de fazer turnês em 2016.

## Elenco
- Tim Bergling
- David Guetta
- Wyclef Jean
- Nilo Rodgers
- Chris Martin
- Tiesto
- Laidback Luke

Alex Ebert, Aloe Blacc, Carl Falk, Fredrik Boberg, Johan Bjerkelund, Sandro Cavazza, Salem Al Fakir, Per Dickson e Michael Einziger também apareceram no documentário.

## Trilha sonora
- Robyn – "Hang with Me" (remix de Avicii)
- Avicii – "Levels"
- Armin van Buuren – "Drowning" (remix de Avicii)
- Rick Ross – "Hustlin' "
- Avicii – "Wake me Up "
- Coldplay – "A Sky Full of Stars "
- Avicii – "Sunset Jesus"
- Avicii – "Lord" com Sandro Cavazza
- Avicii – "Without You" com Sandro Cavazza
- Avicii – "Ten More Days"
- Avicii – "Feeling Good"

## Produção
O documentário contou com participações de colegas como Chris Martin, Nile Rodgers, David Guetta e Wyclef Jean. Algumas partes foram filmadas em Madagascar e na Austrália.
O diretor Levan Tsikurishvili comentou sobre o documentário:

"O documentário oferece uma explicação muito próxima de como ele se sentia. Estou feliz e grato por termos conseguido registrar tantos anos de sua vida em filme, para mostrar aos outros como ele realmente era. Como colaborador e cineasta, isso é o que posso fazer por ele. Queria fazer um filme brutalmente honesto sobre Tim como pessoa, e não apenas sobre Avicii. Todos conhecem o Avicii, mas poucos conhecem Tim. Acho que este documentário realmente mostra a luta de Tim e sua força de caráter. Ser uma superestrela mundial não é tão fácil quanto parece no Instagram."Original (em inglês): "The documentary gives a very close explanation of how he felt. I'm happy and thankful that we were able to put so many of his years on film, to show others how he really was. As a collaborator, and a film-maker, that's what I can do for him. I wanted to do a brutally honest film about Tim as a person and not only about Avicii. Everybody knows Avicii but very few people know Tim. I think this documentary really shows Tim's struggle and strength of character. Being a worldwide superstar artist is not as easy as it looks on Instagram."— Levan Tsikurishvili  (em inglês)

## Lançamento
Avicii: True Stories teve um lançamento limitado nos cinemas em 26 de outubro de 2017. O documentário foi lançado mundialmente na Netflix em 28 de dezembro de 2018. Oito meses após o lançamento original, Avicii tirou a própria vida enquanto estava de férias em Mascate, Omã.

## Recepção da crítica
| Críticas profissionais | Críticas profissionais |
| Pontuações agregadas   | Pontuações agregadas   |
| Fonte                  | Avaliação              |
| ---------------------- | ---------------------- |
| Rotten Tomatoes        | 83%                    |
| Avaliações da crítica  |                        |
| Fonte                  | Avaliação              |
| Film Threat            | 6 de 10 estrelas.      |
| Financial Times        | 5 de 5 estrelas.       |

O site agregador de críticas Rotten Tomatoes relatou uma taxa de aprovação de 83%, com base em seis avaliações, com uma média de 9/10.
Joshua Speiser, escrevendo para o Film Threat, afirmou que o documentário é "definitivamente digno de ser visto; um retrato de um artista incrivelmente talentoso que 'capturou relâmpagos com uma garrafa' várias vezes durante sua curta e trágica vida."
Frank Scheck, do The Hollywood Reporter, comentou que o filme "entrega um retrato visceral do custo pessoal que pode surgir com uma ascensão meteórica à fama."
Ben Kenigsberg, do The New York Times, descreveu o filme como "o retrato de um artista que amava fazer música, mas odiava o estresse de se apresentar." Ele concluiu: "o diretor, Levan Tsikurishvili, nunca concilia os impulsos conflitantes do filme. É parte vídeo promocional, parte documentário de bastidores e — em retrospectiva — parte tragédia."
Katie Walsh, do Los Angeles Times, criticou o filme por não reconhecer a morte de Avicii ao final, concluindo: "Há uma sensação de apreensão conforme o filme termina, sabendo onde a história da vida real terminou, e o tom do filme se torna cada vez mais fora de sintonia com o quadro otimista pintado por Tsikurishvili. Será que ele se sente compelido a atualizar o filme ou nos deixa com uma imagem de Avicii em seu momento mais livre? No fim, parece apenas parte da história e, por isso, não totalmente verdadeira."